# بارو
البارو ، في ديانة بلاد ما بين النهرين القديمة (العراق)  ، يعتبر  أحد الكهنة المتخصّصين في قراءة الكرشة (  تنظير الكبد) كطريقة للتنجيم تُعرف بـ hepatoscopy أو extispicy في حضارات بلاد ما بين النهرين. كان يبدأ الطقس بدعاء مقدّم إلى الآلهة  شمش وأداد لطباع رسالتهم الإلهية على أمعاء الحيوان المضحى به، ثم تقرأ العلامات والطالع على الكبد لتحديد إذا ما كانت النتائج تُشير إلى نذير إيجابي أو سلبي. في الحقبة السومرية كانت التنبؤات غالباً بنعم أو لا، بينما تطوّرت لاحقاً لتشمل توقع أحداث محدّدة، ويُحسب عدد العلامات المواتية مقابل غير المواتية لاتخاذ القرار النهائي. 
يبدأ البارو بمراسم العرافة وذلك مخاطبة آلهة الوحي،  ، أولاً بالصلوات والبركات، وطلب منهم "كتابة" رسالتهم على أحشاء الحيوان المقدم للتضحية .  خلال الفترة السومرية، كانت التنبؤات التي تقدمها مراسم العرافة في ذلك العصر على شكل إجابات ثنائية اما  نعم أو لا. في أواخر الفترة الآشورية، تطورت الطريقة للتنبؤ بأحداث محددة، والتي بدورها اعتبرت إما مواتية أو غير مواتية. تم إحصاء إجمالي الأحداث المواتية وغير المواتية لتوليد حكم إيجابي أو سلبي. لم تكن تنبؤات البارو موثوقة عالميًا، وهناك أدلة على أن سنحاريب قسم البارو إلى مجموعات لتجنب التواطؤ في المواقف التي تتطلب تقارير و أجوبة موثوقة لأسئلة مهمة في ذلك الزمن . 
كما ظهر أن “البرو” كان يعمل في بلاط الملك، سواء ضمن العلماء أو ضمن الحاشية العسكرية، نظراً لدقة تكهناته التي استُمدّت من سنوات طويلة من التدريب ومناهج مكتوبة محفوظة، مثل مجموعة bārūtu—وهي مجمّع ضخم من الكليشيهات المتعلقة بعلامات الكرشة، تضم آلاف التنبؤات المكتوبة على ألواح مسمارية  